# Група армій «Курляндія»
Гру́па а́рмій «Курля́ндія» (нім. Heeresgruppe Kurland) — оперативно-стратегічне угруповання військ Вермахту, одна з груп армій Німеччини під час Другої світової війни.

## Історія
Створена 25 січня 1945 року зі з'єднань групи армій «Північ» (нім. Heeresgruppe Nord), блокованих на Курляндськом півострові. Група армій здійснювала оборону даної території до 9 травня 1945 року, коли була вимушена капітулювати.
Всі спроби з'єднань Червоної Армії і Балтійського флоту знищити німецькі війська не увінчалися успіхом.

## Командувачі
- генерал-полковник Генріх фон Фітингоф (нім. Heinrich von Vietinghoff) (29 січня — 10 березня 1945);
- генерал-полковник Лотар Рендуліч (нім. Lothar Rendulic) (10 березня — 6 квітня 1945);
- генерал-лейтенант, з 7 травня генерал-полковник Карл Гільперт (нім. Carl Hilpert) (6 квітня — 9 травня 1945).

## Кінохроніка
- Combats in the Courland Bridgehead (Feb 1945)
- Die Kurland front
- WW2 Kurland front, Latvia [Архівовано 7 жовтня 2016 у Wayback Machine.]